# Bando kick boxing

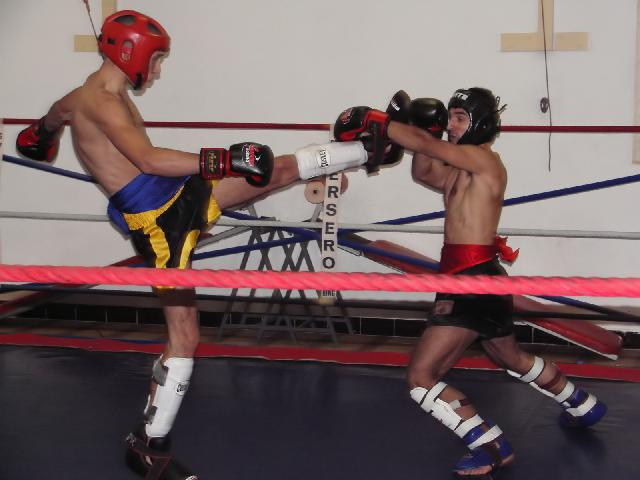
Bando-kickboxing (amadores).

El bando kick boxing es la forma moderna del deporte de lethwei, conocida en Europa como «boxeo birmanés a la cuatro armas».
Nació en América del Norte a comienzos de los años sesenta. Los luchadores combaten utilizando los pies y los puños (cubiertos con guantes) en un ring cuadrado. A partir de los años 1970 nacieron varias formas de full contact y kick-boxing.
En competición, existen, dos formas de lucha: el "bando kick boxing controlado" (light contact), donde los luchadores se golpean sin herirse, y el "bando kick boxing del contacto cheio" (full contact) donde están permitidos los golpes potentes, destinado a los adultos. De acuerdo con la edad y el nivel técnico, las reglas y las condiciones de la competición son variables: cambian las técnicas autorizadas y prohibidas, el tiempo de lucha, el tipo de superficie de lucha (tapete o ring) y el uso de ciertas protecciones (capacete, plastrón (protector del tórax y del abdomen), protectores de las tibias, las chinelas, etc.).